# Łosie (województwo mazowieckie)
Łosie – wieś w Polsce położona w województwie mazowieckim, w powiecie wołomińskim, w gminie Radzymin. Ma status sołectwa. Miejscowość Łosie leży nad rzeką Rządzą.
W latach 1975–1998 miejscowość administracyjnie należała do województwa warszawskiego.
Ze wsi Łosie pochodził Marian Pisarek, wychowanek Szkoły Podchorążych w Komorowie, as polskiego lotnictwa, dowódca eskadry myśliwców armii Pomorze w 1939 r.